# ایبیراتایا
ایبیراتایا (به پرتغالی: Ibirataia) یک منطقهٔ مسکونی در برزیل است که در باهیا واقع شده‌است. ایبیراتایا ۱۴٬۸۸۲ نفر جمعیت دارد.